# Sonchus gomerensis
Sonchus gomerensis es una especie de planta herbácea perteneciente a la familia de las asteráceas. Es un endemismo de las Islas Canarias.

## Características
Sonchus gomerensis es un endemismo de la isla de La Gomera. Pertenece al grupo de especies arbustivas pequeñas, con tallos leñosos muy cortos y con hojas runcinado-pinnatífidas, dispuestas en rosetas planas y pequeñas. Los capítulos tienen de 3-5 cm de diámetro y las brácteas involucrales no se extienden sobre el pedúnculo.

## Taxonomía
Sonchus gomerensis fue descrita por Loutfy Boulos y publicado en Magazin für die Neuesten Entdeckungen in der Gesammten Naturkunde, Gesellschaft Naturforschender Freunde zu Berlin 1: 136. 1807.
Etimología
Sonchus: latinización del griego sonchos, que es el nombre de una planta que se parece a los cardos.
gomerensis: epíteto que alude a la isla de La Gomera, en la que vive de forma exclusiva esta planta.